# Alexandre Mindadze
Alexandre Anatolievitch Mindadzé (en russe : Алекса́ндр Анато́льевич Минда́дзе) né le 28 avril 1949 à Moscou, est un scénariste de cinéma soviétique, puis russe d'ascendance géorgienne. En collaboration avec Liza Antonova, il fonde sa propre société de production Passenger-film en 2005 et signe son premier film en tant que réalisateur en 2007. En 2015, il est acclamé après la projection de son film Hans chéri, cher Piotr au 37e Festival international du film de Moscou,,.

## Biographie
Mindadze est né le 28 avril 1949. Son père est le scénariste soviétique Anatoli Grebnev. Après l'école, il a travaillé au tribunal. En 1972, il a fini ses études au VGIK (la faculté de scénario). Il a beaucoup travaillé avec le réalisateur Vadim Abdrachitov (11 films). Ensuite il devient lui-même réalisateur de ses propres scénarios. Il a reçu de nombreuses récompenses à divers festivals du cinéma.
Il est professeur à l'École du nouveau cinéma de Moscou fondée en 2012.  
En 2019, il préside le jury du 16e Festival international du film d'Erevan.

## Filmographie

### Réalisateur
- 2007 : Séparation (ru) (Отрыв)
- 2010 : Un samedi presque parfait (В субботу)
- 2015 : Cher Hans, brave Piotr (Милый Ханс, дорогой Пётр)
- 2021 : Parquet (Паркет)

### Scénariste
- 1976 : L'Appel du printemps (Весенний призыв)
- 1976 : Un mot pour la défense (Слово для защиты) de Vadim Abdrachitov
- 1978 : Le Virage (Поворот, Povorot) de Vadim Abdrachitov
- 1980 : La Chasse aux renards (Охота на лис, Okhota na lis) de Vadim Abdrachitov
- 1982 : Un train s'est arrêté (Остановился поезд) de Vadim Abdrachitov
- 1984 : Parade des planètes (Парад планет) de Vadim Abdrachitov
- 1986 : Plioumboum, ou un jeu dangereux (Плюмбум, или опасная игра) de Vadim Abdrachitov
- 1988 : Le Serviteur (Слуга) de Vadim Abdrachitov
- 1991 : Armavir (Армавир) de Vadim Abdrachitov
- 1995 : Une pièce pour un passager (Пьеса для пассажира) de Vadim Abdrachitov
- 1997 : Le Temps du danseur (Время танцора) de Vadim Abdrachitov
- 2001 : Mamouka (Мамука) de Evgueni Guinzbourg
- 2003 : Le Trio (Трио) d'Alexandre Prochkine
- 2003 : Tempêtes magnétiques (Магнитные бури) de Vadim Abdrachitov
- 2005 : Le Cosmos comme pressentiment (Космос как предчувствие) d'Alexei Uchitel
- 2007 : Séparation (Отрыв)
- 2009 : Minnesota (Миннесота) d'Andreï Prochkine
- 2010 : Un samedi presque parfait (В субботу)
- 2013 : Huit (Восьмерка) d'Alexei Uchitel
- 2015 : Hans chéri, cher Piotr (Милый Ханс, дорогой Пётр)

## Prix et distinctions
- 1977 : médaille d'argent Alexandre Dovjenko pour L'Appel du printemps
- 1977 : prix du meilleur début de scénariste au Festival panrusse du cinéma (en) à Moscou pour le film Un mot pour la défense (Слово для защиты) (1976)
- 1979 : prix du Komsomol pour le film Un mot pour la défense (1976)
- 1984 : prix spécial du jury du Festival international du cinéma d'auteur à San Remo pour le film Un train s'est arrêté
- 1984 : prix des Frères Vassiliev pour le scénario du film Un train s'est arrêté (1982)
- 1986 : médaille d'or de Mostra de Venise pour le film Plioumboum, ou un jeu dangereux (1986)
- 1989 : Nika du meilleur scénario pour le film Le Serviteur (1988)
- 1991 : prix d’État de l'URSS pour le film Le Serviteur (1988)
- 1995 : Ours d'argent au Festival du film de Berlin pour Une pièce pour un passager (1995)
- 1996 : premier prix du concours des scénarios Zerkalo pour Le Temps du danseur
- 1997 : prix Bélier d'or du meilleur scénario pour Le Temps du danseur
- 1997 : Nika du meilleur scénario pour Le Temps du danseur
- 2001 : ordre de l'Honneur
- 2003 : prix Grigori Gorine du festival Kinotavr à Sotchi pour Tempêtes magnétiques
- 2003 : prix Bélier d'or du meilleur scénario pour Tempêtes magnétiques
- 2003 : Nika du meilleur scénario pour Tempêtes magnétiques
- 2005 : prix Bélier d'or du meilleur scénario pour Le Cosmos comme pressentiment
- 2005 : Aigle d'or du meilleur scénario pour Le Cosmos comme pressentiment
- 2007 : prix Éléphant blanc de Russian Guild of Film Critics du meilleur scénario et meilleur début du réalisateur pour Le Virage
- 2009 : prix du Meilleur scénario au Festival du film Automne d'Amour à Blagovechtchensk pour Orages magnétiques (2003)
- 2011 : prix du jury du festival international Esprit de feu à Khanty-Mansiïsk pour Un samedi comme les autres
- 2011 : Aigle d'or de la meilleure réalisation  pour Un samedi comme les autres
- 2011 : ordre du Mérite pour la Patrie
- 2013 : Nika d'Alexeï Guerman pour la contribution au développement du cinéma national
- 2021 : Prix spécial du président du Festival du film Fenêtre sur l'Europe Armen Medvedev, pour le film Parquet